# Eucalyptus neutra
Eucalyptus neutra là một loài thực vật có hoa trong Họ Đào kim nương. Loài này được D.Nicolle mô tả khoa học đầu tiên năm 1999.